# Haithabu 4
Koordinaten: 54° 29′ 19″ N, 9° 34′ 21″ O
Haithabu Wrack 4 ist die Bezeichnung für die Überreste eines Wasserfahrzeuges, die bei einer sonararchäologischen Untersuchung des Hafens von Haithabu im Jahre 1997 gefunden wurden. Anders als bei den Wracks Haithabu 1–3 handelt es sich nicht um ein Schiff nordischer Bauart, sondern einen sogenannten Prahm, der sich konstruktiv von den anderen Wracks deutlich unterscheidet, dem ausgehenden 12. Jahrhundert entstammt und nicht dem wikingerzeitlichen Haithabu zuzurechnen ist.

## Hintergrund des Fundes
Nachdem die ersten Unterwasseruntersuchungen im Haddebyer Noor im Jahre 1934 Hinweise auf Pfähle erbrachten, wurden weitere Erkundungen an dieser Stelle erst nach dem Zweiten Weltkrieg durch Taucher durchgeführt. Anfang der 1980er Jahre wurde erstmals Sonar zur Erkundungen im Haddebyer Noor vor Haithabu eingesetzt. Nach technischen Verbesserungen von Sonargeräten im Allgemeinen wurde im Jahre 1997 eine erneute Messrunde gefahren, bei der ein zwischenzeitlich entwickeltes Multifrequenzgerät zum Einsatz kam. Neben weiteren Landungsbrücken und Hafenbefestigungen wurde im Uferbereich südöstlich des eigentlichen Hafengebietes ein Echo festgestellt, das im Laufe folgender Untersuchungen als Überrest eines Wasserfahrzeuges identifiziert worden ist. Als vierter bei Haithabu gemachter Wrackfund ist dieser als Haithabu 4 bekannt.

## Fund
Zur näheren Untersuchung wurden die Überreste im Jahr 1997 zweimal betaucht. Beim zweiten Tauchgang wurden Proben geborgen, die mittels Radiokarbonanalyse auf einen Zeitraum um das Jahr 1000 datiert wurden. Eine dendrochronologische Untersuchung war nicht möglich. Das Wrack war mit Faulschlamm bedeckt, der eine Untersuchung nur durch Tasten zuließ. Vor dem Freispülen der Überreste konnte eine Erkundung nur mit Sonar oder haptisch erfolgen. Im Jahr 2001 wurde eine erneute Untersuchung durchgeführt. Dabei wurde das Wrack teilweise frei gespült und das Spülgut gesiebt. Aufgrund einer Sichtweite unter Wasser von Null konnte die weitere unmittelbare Untersuchung wiederum nur tastend erfolgen. Der Fund wurde tachymetrisch eingemessen. Geborgen wurden typspezifische Teile, darunter lose Einzelteile sowie vom Wrackverbund gesägte Proben. Diese dienen der weiteren Untersuchung der Konstruktion des Fahrzeuges sowie der Datierung des Materials. Von abgetragenen Oberflächen abgesehen, war das Material in der Substanz gut erhalten.:96 Die dendrochronologische Datierung ergab das Jahr 1184 als Fälldatum für die untersuchte Probe, einem Abschnitt der Übergangsplanke der südlichen Bordwand.:125

## Wrack
Anders als bei den Wrackfunden Haithabu 1–3 lag der Fundort nicht innerhalb des Hafens oder davor auf dessen Reede, sondern südöstlich davon im Flachwasserbereich des Noors. Bei Ortung war das Wrack von einer dicken, sterilen Schlammschicht bedeckt, in der keine Funde erwartet und gemacht wurden. Es wurde ein zusammenhängender Schiffsverbund aus Schiffsboden, 22 befestigten Spanten und Teilen der Seitenbeplankung gefunden. Die Seitenbeplankung war nicht im gleichen Umfang erhalten wie die Bodenplanken, die Überreste der Schwallborde dabei am wenigsten. Andere Teile, darunter die nördliche Bordwand, waren abgefallen und lagen lose neben dem Verbund. Zu dem noch zusammenhängenden Teil des Fahrzeuges gehörte eine Astgabel, die zwischen zwei Bodenwrangen eingeklemmt war und im Innenwinkel Abnutzungsspuren aufweist. Andere Bauteile, wie Knie oder ein Querbalken, hatten sich gelöst und lagen teils auf, teils neben dem Wrack. Die Bordwandplanken waren weniger weit als der Boden und die Schwallborde nur noch im Mittschiffsbereich erhalten.

## Das Wasserfahrzeug
Haithabu 4 war insofern ungewöhnlich, da in dem bis dahin bekannten örtlichen Fundzusammenhang keine eindeutigen Hinweise auf Fahrzeuge einer derartigen Bauart vorlagen. Bei einer vorhergehenden Untersuchung in Haithabu selbst war ein Fragment, Fund Haithabu „H2“, gefunden worden, das als Spantrest eines Prahms vergleichbarer Bauart interpretiert wurde, doch ansonsten entsprachen die bis dato vor Ort gemachten Wrackfunde der nordischen Schiffbautradition, von der sich Wrack 4 in der Bauweise grundlegend unterscheidet. Entsprechend der von Oliver Nakoinz vom  Institut für Ur- und Frühgeschichte der Christian-Albrechts-Universität zu Kiel für den Ostseeraum angeführten Beschreibung eines Prahmes als Fahrzeug mit harter Kimm, flachem, zumeist kiellosem Boden und niedrigem Freibord:131 hatte das Fahrzeug einen im Querschnitt geraden, kraweelgeplankten Boden und in einem Winkel von etwa 100° zu diesem stehende Bordwände, die aus einer bis zu 70 cm hohen Planke mit aufgesetztem Schwallbord bestanden. Gemäß der Einteilung der Funde des Ostseeraumes von Ole Crumlin-Pedersen in Prahme Egernsunder, Falsterboer und Elbinger Bauart handelt es sich um einen Prahm des Egernsunder Musters,:97 der jedoch deutlich größer als der hier namensgebende Fund war, dessen Länge mit sieben Metern rekonstruiert wird. Das Haithabuer Fahrzeug hatte dagegen eine Länge von 15 bis 20 Metern und eine Bodenbreite von 2,7 Metern. Besagter Bauart entsprechend wurde das Fahrzeug an Bug und Heck von einem Querbalken abgeschlossen und hatte in der Aufsicht eine annähernd rechteckige Form. Die Ausformung der Bordwandplanke, deren Unterkante in Längsrichtung gerundet ist, deutet darauf hin, dass sich der Bootsboden nach beiden Enden hin hob. Dieser Boden besteht aus sieben Plankengängen, auf deren Enden die Endbalken auflagen. Die äußeren Plankengänge weisen ein L-förmiges Profil mit Übergangsleisten auf, an denen sowie den Spanten die Bordwandplanken mit Holznägeln befestigt waren. Der Kimmwinkel betrug etwa 100°. Die Querverbände bestanden aus asymmetrischen Knien, die wechselseitig angeordnet waren und an den Enden Ausschnitte aufweisen, die der Aufnahme der Übergangsleiste sowie dem Wasserablauf dienten. Letzterem dienten ebenso die im Querschnitt dreieckigen Nüstergatten, Ausschnitte an den Unterseiten der Knie. An diesen war die obere Bordwandplanke in der gleichen Weise befestigt. Diese saß mit einem eingearbeiteten Absatz auf der unteren Bordwandplanke auf, überlappte diese um ein bis zwei Zentimeter und war nicht fest mit ihr verbunden.:96 ff. Bei einer zeichnerischen Rekonstruktion ging der Ersteller davon aus, dass es auf den Querverbänden eine Plattform gab, die von Gespannen der damaligen Zeit befahren werden konnte.:129

### Verwendung
Aufgrund der Bauart mit rampenartig hochgebogenen Fahrzeugenden, auf denen ein befahrbarer Boden aufgelegen haben könnte, sowie geschichtlichen Quellen wurde eine mögliche Verwendung als Fährfahrzeug angenommen. Dabei wird auf das Schleswiger Stadtrecht des 12. Jahrhunderts verwiesen sowie auf die Reise des Bischofs Eskil von Lund nach Clairvaux, dessen Überquerung der Schlei bei Schleswig per Boot Saxo Grammaticus zeitlich passend erwähnt.:98 Dazu analog ist die Einordnung als Prahm des Egernsunder Typus, der sich auch funktional von den anderen in diesem Zusammenhang genannten Typen unterscheiden lässt.:134 Eine andere mögliche Verwendung ist die als Leichter.:51

## Einordnung
Nakoinz ordnet dieses Wrack den fünf wichtigsten der bis dato (2005) gemachten 40 Schiffsfunden in der Schlei zu, neben den bereits erwähnten Haithabu 1–3 und dem Wrack von Karschau. Von diesen Funden unterscheidet sich Haithabu 4 durch Bauart und mögliche Verwendung. Während es sich bei jenen um seetüchtige Schiffe handelt, war dieses ausschließlich für den Einsatz auf geschützten Gewässern und bei ruhigem Wetter geeignet. Abgesehen von dem bereits angesprochenen, noch älteren und nicht mit Sicherheit zuordenbaren Fragment eines Spantknies ist Haithabu 4 der älteste Fund eines Prahmes in der Schlei und einer der ältesten im Ostseeraum. Dies ist insofern wichtig, als die Bauweise sich in Ausführung, Verfahren und Verwendung gänzlich von den bis dahin aus dem genannten Raum bekannten Wasserfahrzeugen unterscheidet. Prahme, gemäß oben angegebener Definition, waren bereits aus keltischer und gallorömischer Zeit aus dem mitteleuropäischen Raum bekannt, nicht jedoch im Gebiet des heute deutschen Nordostens zu dieser Zeit. Erkenntnisse technischer Art weisen eher auf die Möglichkeit hin, diese Form sei aus dem Westen gekommen, wo im Gebiet der heutigen Niederlande zahlreiche, auch ältere Funde vergleichbarer Konstruktionen vorliegen.:129 ff.